# Tierce majeure
Pour un article plus général, voir Tierce (musique).

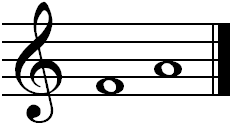
Tierce majeure pure fa-la.

En musique, une tierce majeure est un intervalle de quatre demi-tons. Elle est très utilisée dans la musique occidentale, et forme la base de la gamme majeure. Dans un tempérament égal à douze demi-tons (gamme tempérée), elle est l'équivalent enharmonique de la quarte diminuée.
La tierce majeure est l'intervalle séparant deux sons dont les fréquences fondamentales sont dans le rapport 5⁄4, quand elle est pure. C'est un intervalle de deux tons, que l'on nomme parfois « diton » (seulement dans le cas où il s'agit de deux tons majeurs, donc d'une tierce pythagoricienne).
Ainsi, si l'on définit une note do à 528 Hz, sa tierce majeure supérieure mi a une fréquence de 660 Hz. Il s'agit de la valeur d'une tierce majeure pure, car le rapport est très différent dans le tempérament égal : ce même mi aura alors une fréquence de 665 Hz.
La tierce majeure joue un rôle essentiel dans la musique occidentale. L'accord majeur « fondamentale - tierce majeure - quinte » (par exemple do-mi-sol) est en effet considéré comme le plus consonant de tous. C'est pourquoi on l'appelle communément « accord parfait majeur ».

## Tierce majeure pure
La tierce majeure, à l'état pur (5/4), présente des caractéristiques acoustiques remarquables : (ex : do 3 - mi 3).
- Le son résultant est la note du bas, deux octaves en dessous (do 1).
- Le premier harmonique commun aux deux notes est la note du haut, deux octaves au-dessus (mi 5).
- Un battement de faible intensité enrichit sa sonorité, dû à la friction d'un demi-ton entre la 4e harmonique de la note inférieure (do 5), et la 3e harmonique de la note supérieure (si 4).
- Un accord parfait composé d'une tierce pure divisera par deux la vitesse audible des battements de la quinte, par la conjonction de plusieurs battements.

Ces éléments confèrent à cet intervalle un grand équilibre sonore, plein, clair, et doux à la fois. C'est pourquoi la tierce majeure pure est la base du tempérament mésotonique.

## Tierce majeure du tempérament égal
La tierce majeure est l'intervalle le plus altéré par le passage au tempérament égal. Dans ce tempérament moderne, elle est plus grande que pure, et sonne très différemment. Son battement fondamental est alors assez rapide, et le son devient plus agressif. C'est la raison pour laquelle les harmonies mineures, qui restent douces (voir plus bas), sont si fréquentes dans la musique romantique.

## Tierce majeure pythagoricienne
La tierce majeure de l'accord pythagoricien, résultant de quatre quintes pures moins deux octaves (rapport 81⁄64), est plus grande encore que celle du tempérament égal, et donc difficilement supportable harmoniquement. La différence entre la tierce majeure pythagoricienne et la tierce majeure pure est le comma syntonique, de rapport 81⁄80.

## Exemple
Couleur café de Serge Gainsbourg comporte une tierce majeure ascendante au début de son refrain : « Cou-leur café, que j'aime ta couleur café... ».